# 张佐辰
张佐宸（？年—？年），字心乙，贵州承宣布政使司平溪卫（今贵州省玉屏县）人，明朝末年至南明官员。

## 生平
崇禎十二年（1639年）舉己卯科貴州鄉試，崇禎十六年（1643年）中式癸未科會試，未殿試。永曆六年（1652年），南明的执政者原大西将领孙可望想要让永历帝禅位，永历帝和大学士吴贞毓、宦官张福禄密谋请李定国前来入卫。永历八年（1654年），事情泄露，吏部右侍郎张佐辰建议处死吴贞毓、张福禄顶罪。四月，张佐宸以吏部右侍郎兼东阁大学士。永历十年（1656年），晋吏部尚书，总督五省义师。永历十三年（1659年），清朝军队攻入云南，永历帝逃到缅甸，张佐宸降清。